# Каменка (Ровненская область)
Каменка (укр. Кам'янка) — село в Березновской городской общине Ровненского района Ровненской области Украины.
До 2020 года входило в Березновский район.
Население по переписи 2001 года составляло 1205 человек. Почтовый индекс — 34630. Телефонный код — 3653. Код КОАТУУ — 5620485701.